# Amore vero
Amore vero è un album dell'artista reggae italiano Brusco, pubblicato nel 2006 da One Love Records etichetta del One Love Hi Powa the Sound of Roma.

## Tracce
1. Sangue
2. Amore vero
3. Roma turn rasta
4. Finché c'è musica (feat. Julia)
5. Rap-condicio
6. Vado a sud (feat. Raina e Julia)
7. Il sound della tua città
8. Rasta non casca
9. L'erba della giovinezza
10. Così come sei